# Lou Macari
Luigi „Lou“ Macari (* 7. Juni 1949 in Largs) ist ein ehemaliger schottischer Fußballspieler und -trainer.

## Sportlicher Werdegang
Der Mittelfeldspieler begann seine Karriere bei Celtic Glasgow. 1972 wechselte er dann zu Manchester United, wo er bis 1984 insgesamt 329 Ligaspiele bestritt, in denen er 78 Tore schoss. Zum Ende seiner aktiven Karriere ging er dann zum Swindon Town, für den er in 36 Ligaspielen nochmals 3 Tore erzielte.
Für die schottische Nationalmannschaft lief er vom 24. Mai 1972 bis 7. Juni 1978 insgesamt 24-mal auf und erzielte 5 Tore. Er gehörte auch zum WM-Kader 1978.
Nach dem Ende seiner Karriere bei Swindon Town blieb er bei diesem Verein, nunmehr als Trainer. Die weitere Stationen in diesem Metier waren West Ham United, Birmingham City, Stoke City (zweimal), Celtic Glasgow und Huddersfield Town.

## Sonstiges
- Später gehörte er zu den Entwicklern des Computerspiels Super League Manager.
- Seine Söhne Michael und Paul waren ebenfalls Spieler bei Stoke City, als er dort Manager war.
- Sein jüngster Sohn Jonathan beging 1999 Selbstmord,.
- Aktuell ist er bei verschiedenen Fernsehsendern als Teilzeit-Moderator tätig.

## Erfolge
- FA-Cup-Sieger: 1977
- Schottischer Meister: 1970, 1971
- Schottischer Pokalsieger: 1971, 1972
- Schottischer Ligapokalsieger: 1970
- Leyland-Daf-Cup-Sieger: 1991